# 마벨의 바쁜 날
마벨의 바쁜 날(Mabel's Busy Day)은 미국에서 제작된 마벨 노맨드 감독의 1914년 코미디 영화이다. 찰리 채플린 등이 주연으로 출연하였고 맥 세네트 등이 제작에 참여하였다.

## 출연

### 주연
- 찰리 채플린
- 마벨 노맨드

### 조연
- 체스터 콘클린
- 슬림 서머빌
- 빌리 베넷
- 해리 맥코이
- 월레스 맥도널드
- 에드가 케네디
- 알 세인트 존
- 찰리 체이스
- 맥 세네트
- 헨리 레만
- 글렌 카벤더

## 같이 보기
- 찰리 채플린의 영화 목록